# Riksdagen i Göteborg 1660
Den första riksdagen 1660 hölls i Göteborg.
Karl X Gustav lät kalla ständerna att sammanträda till riksdag i Göteborg den 15 november 1659. Han avreste från Själland och ankom till Göteborg på julaftonen 1659. Då befann sig de ofrälse stånden redan i staden, medan adeln dröjde till nyåret. Detta gjorde att riksdagen inte öppnades förrän den 4 januari 1660. Till ridderskapet och adelns talman (lantmarskalk) utsågs friherre Gustaf Posse. Ärkebiskopen Johannes Canuti Lenaeus kunde på grund av ålder och sjukdom inte själv resa till Göteborg, varför han anmodade biskopen i Linköping, Samuel Enander, att föra prästeståndets talan. Borgarståndets talman var borgmästaren i Stockholm, Johan Claesson Prytz, och bondeståndets talman var bonden Per Eriksson från Uppland.
Kungen avled under riksdagen den 13 februari 1660.